# These Streets
A These Streets Paolo Nutini első stúdióalbuma. Eredetileg 2006-ban jelent meg. 2007-ben megjelent kétlemezes változata Festival Edition címmel, ennek második CD-je a 2007. június 10-i Isle of Wight zenei fesztiválon rögzített koncertfelvételeket tartalmaz.

## Az album dalai
1. Jenny Don’t Be Hasty (Paolo Nutini, Jimmy Hogarth) – 3:29
2. Last Request (Nutini, Jim Duguid, Matty Benbrook) – 3:41
3. Rewind (Nutini, Duguid) – 4:19
4. Million Faces (Nutini, Benbrook, Pauline Taylor) – 3:41
5. These Streets (Nutini, Pete Wilkinson, Sarah Erasmus) – 3:53
6. New Shoes (Nutini, Benbrook, Duguid) – 3:21
7. White Lies (Nutini, John Fortis) – 4:00
8. Loving You (Nutini, Duguid, Chris Leonard) – 4:00
9. Autumn (Nutini, Duguid) – 2:50
10. Alloway Grove (Nutini, Rollo Armstrong) – 4:38

Bónuszdalok
A különböző országokban megjelent albumverziók szerint eltérnek:
- Northern Skies
- Last Request (akusztikus változat)
- No No No
- Jenny Don’t Be Hasty (Hempolics and P. Nut remix)
- Caledonia (koncertfelvétel, Glasgow, Garage)
- Sugar Man
- Last Request (videóklip), Rewind (videóklip)

Festival Edition 2. CD – koncertfelvételek, Isle of Wight Festival, UK
1. Alloway Grove
2. New Shoes
3. Rewind
4. These Streets
5. Natural Blues[1]
6. Last Request
7. I Want to Be Like You[2]
8. Jenny Don’t Be Hasty

## Közreműködő zenészek
- Paolo Nutini – ének, háttérvokál, gitár, akusztikus gitár, wurlitzer
- Jim Duguid – dob, billentyűs hangszerek, zongora, vonós hangszerek, háttérvokál, basszusgitár, wurlitzer
- Donny Little – gitár, akusztikus gitár, háttérvokál, basszusgitár
- Ken Nelson – gitár, háttérvokál, wurlitzer, recorder
- Matty Benbrook – gitár, basszusgitár, billentyűs hangszerek, programozás, vonós hangszerek
- Mike Hunter – basszusgitár
- Eddie Harrison – gitár
- Dave Nally – wurlitzer
- Pauline Taylor – háttérvokál
- Vicky Hollywood – cselló

## Helyezések
| Ország         | Lista                          | Legmagasabb helyezés | Minősítés  |
| -------------- | ------------------------------ | -------------------- | ---------- |
| Ausztrália     | ARIA                           | 16                   |            |
| Hollandia      |                                | 17                   |            |
| Dánia          |                                | 18                   |            |
| Ausztria       | Media Control                  | 23                   |            |
| Franciaország  | SNEP/IFOP                      | 19                   |            |
| Nagy-Britannia | The Official UK Charts Company | 3                    | 3x platina |
| Németország    | Media Control                  | 28                   |            |
| Olaszország    | FIMI                           | 37                   |            |
| Svájc          | Media Control                  | 19                   | arany      |
| Svédország     | GLF                            | 24                   |            |
| USA            | Billboard                      | 48                   |            |